# Закон о единстве английского языка

Официальные языки США по штатам (2016). Синий: английский объявлен официальным языком; голубой: 2 официальных языка, включая английский; серый: официальный язык не указан.

Закон о единстве английского языка (англ. English Language Unity Act) — законопроект Конгресса США, выдвинутый с целью придания английскому языку статуса официального языка федерального правительства США. В случае его принятия все официальные процедуры федерального правительства США и правительств штатов будут осуществляться только на английском языке. Это также повлечёт за собой новые требования к претендентам на натурализацию в США — умение читать и в целом понимать английский язык, знание законодательства США, а также таких основополагающих документов как Декларация независимости и Конституция США. Кроме того, это потребует также проведения церемонии натурализации исключительно на английском языке. Для того, чтобы законопроект был рассмотрен Палатой представителей, он должен быть предварительно одобрен Судебным комитетом, а также комитетами по образованию и трудовым ресурсам Палаты представителей.

## История
Закон о единстве английского языка основан на аналогичном законопроекте конгрессмена Билла Эмерсона «Закон о расширении возможностей английского языка», внесённом в Палату представителей в 1999 году, но не принятом в качестве закона. Эмерсон попытался внести поправки в федеральный закон, чтобы объявить английский язык официальным языком правительства США. В случае принятия этого закона представители государства должны были бы вести делопроизводство исключительно на английском языке, включая процедуры натурализации. 1 марта 2005 года конгрессмен-республиканец консервативной ориентации Стив Кинг внёс в Палату представителей этот законопроект, получивший название Закон о единстве английского языка 2005 года (англ. English Language Unity Act of 2005). До окончания срока полномочий Конгресса 109-го созыва законопроект собрал 164 голоса в свою поддержку, последние замечания по тексту были внесены 19 мая 2006 года, на этой сессии Конгресса рассмотрен не был. 12 февраля 2007 года представитель С. Кинга вновь внёс этот законопроект в Палату представителей, на этот раз в его поддержку выступило 153 конгрессмена. Последнее действие по этому законопроекту состоялось 5 июня 2007 года, когда Комитет Палаты представителей по образованию и труду передал законопроект в подкомитет по вопросам дошкольного образования, начального и среднего образования. Никаких дальнейших мер по законопроекту вновь не было принято.
Следующая попытка принять законопроект была предпринята 10 марта 2011 года представителем С. Кинга совместно с сенатором Джимом Инхофом. Кинг отмечал по поводу законопроекта: «Общий язык — самая мощная объединяющая сила, известная на протяжении всей истории. Мы должны поощрять ассимиляцию всех легальных иммигрантов в каждом поколении. Нация, разделённая по языку, не может сплотиться эффективно». Инхоф, в свою очередь, добавил: «Этот закон обеспечит столь необходимую общность граждан Соединённых Штатов независимо от их происхождения. Для страны, построенной иммигрантами, важно, чтобы у нас было одно видение и один официальный язык».
Законопроект, известный как HR 997, получил поддержку 73 членов Палаты представителей 115-го созыва (2017—2019); сопутствующий сенатский законопроект, известный как S. 678, поддержан сенатором Джеймсом Инхофом из Оклахомы и 7 сенаторами Конгресса 115-го созыва.

## Скандалы
Неоднократные попытки сделать английский язык официальным языком Соединённых Штатов регулярно терпели неудачу, поскольку этот формально языковый вопрос тесно увязан с проблемами финансов, дискриминации, патриотизма, единства нации и т. д., затрагивающими всё американское общество.
Противники закона утверждают, что Конгрессу не нужно принимать законы о том, как важно знать английский, поскольку на этом языке и так говорит большинство американцев. Нередко задаются вопросом, почему возникает внезапная потребность в официальном языке, поскольку США процветали и без такового в течение последних двухсот лет. Противники закона также утверждают, что американцев как страну связывает не язык, а скорее свободы и идеалы, которым следуют её граждане. Некоторые противники законопроекта также утверждают, что он является неконституционным, поскольку, ограничивая федеральные власти и власти штатов в общении с гражданами на языке, отличном от английского, законопроект нарушает первую поправку о свободе слова. Некоторые также утверждают, что законопроект потребует внесения изменений в Закон об избирательных правах 1965 года путем исключения всех избирательных бюллетеней не на английском языке, несмотря на то, что в законопроекте не содержится каких-либо изменений Закона об избирательных правах.
Сторонники закона, в свою очередь, считают, что приём США неанглоязычных мигрантов препятствует их ассимиляции. Они признают, что владение языком, отличным от английского, значимо и ни в коем случае не следует препятствовать использованию других языков в быту, церкви или в частном бизнесе. В то же время они утверждают, что правительство США не должно гарантировать неанглоязычным возможность участвовать в управлении страной исключительно на их родном языке. Сторонники закона утверждают, что по мере того, как всё больше иммигрантов будут изучать английский язык, будут исчезать языковые барьеры, что будет способствовать разрешению многих расовых и этнических проблем. Сторонники закона также считают, что, изучая английский язык, иммигранты смогут стать более активными гражданами американского общества, иметь лучшие экономические возможности, поскольку неанглоязычные, как правило, занимают низкоквалифицированные и низкооплачиваемые должности. Сторонники законопроекта также утверждают, что владение английским придаст иммигрантам больший «политический вес» и позволит им более полно и эффективно участвовать в демократическом процессе.
В настоящее время 31 штат США принял собственные законы, подобные закону о единстве английского языка: Алабама (1990), Аляска (1998), Аризона (2006), Арканзас (1987), Калифорния (1986), Колорадо (1988), Флорида (1988), Джорджия (1986 и 1996), Гавайи (1978), Айдахо (2007), Иллинойс (1969), Индиана (1984) Айова (2002), Канзас (2007), Кентукки (1984), Луизиана (1812), Массачусетс (1975), Миссисипи (1987), Миссури (1998 и 2008), Монтана (1995), Небраска (1920), Нью-Гемпшир (1995), Северная Каролина (1987), Северная Дакота (1987), Оклахома (2010), Южная Каролина (1987), Южная Дакота (1995), Теннесси (1984), Юта (2000), Вирджиния (1981 и 1996), Вайоминг (1996).